# Михаљ Бабич
Михаљ Бабич (мађ. Babits Mihály; Сексард, 26. новембар 1883 — Будимпешта, 4. август 1941) је био мађарски песник, есејиста, преводилац и прозни писац.